# Парламентские выборы на Мальте (2013)
Всеобщие парламентские выборы на Мальте прошли 9 марта 2013 года. В результате выборов впервые за 15 лет победила Лейбористская партия, получив большинство в парламенте. Лидер Националистической партии Лоренс Гонци заявил, что после поражения партия нуждается в реформировании, оставаясь при этом верной своим корням.

## Предвыборная обстановка
Правительство Луренса Гонци потерпело поражение при голосовании по бюджету 2013 года, что аналогично вотуму недоверия правительству. Гонци объявил о роспуске Палаты представителей Парламента 7 января и назначении выборов на 9 марта.

## Избирательная система
Избирательная система Мальты основана на пропорциональном представительстве на основе модифицированной системе единого переходного голоса. Каждый из 13 избирательных округов страны избирает 5 депутатов парламента. Кроме этого, партия, набравшая наибольшее число голосов по стране, при необходимости получает дополнительное число мест в парламенте, которое обеспечивает ей большинство в парламенте.

## Результаты
| Партия                              | Голоса  | %     | Изменение | Количество мест | Изменение |
| ----------------------------------- | ------- | ----- | --------- | --------------- | --------- |
| Лейбористская партия                | 161 479 | 55,1  | +6.31     | 38              | +4 ▲      |
| Националистическая партия           | 131 004 | 43,1  | –6,24     | 29              | –6 ▼      |
| Демократическая альтернатива        | 5471    | 1,8   | +0.49     | —               | —         |
| Независимые                         | 22      | 0,01  | +0.0      | —               | —         |
| Недействительных/пустых бюллетеней  | 3415    | —     | —         | —               | —         |
| Всего                               | 298 000 | 100,0 |           | 67              | -2        |
| Зарегистрированных избирателей/Явка | 315 357 | 93,1  | —         | —               | —         |
| Источник:                           |         |       |           |                 |           |